# 江恂
江恂（1709年—1785年），字于九，号蔗畦，清广陵（今江苏仪征市）人。

## 生平
江昱之弟。先世安徽歙县人，六世祖江澂迁扬州，遂为江都人。乾隆十八年（1753年）拔贡生，授湖南常寧知縣，有政績，为巡抚陈宏谋所倚重。乾隆十九年（1755年）调衡阳，乾隆二十一年（1756年），任清泉（今衡南县）知县，“凡廨署、仓廒、城楼、铺舍，皆以次兴建；农桑、学校、赋税、科条，各有措置”，创建东洲、白沙两书院，编纂《清泉县志》。二十九年（1764年），擢乾州（今湖南省吉首市）同知，官至长沙、徽州知府。乾隆五十年（1785年），積勞成疾，卒於任上。有《蔗畦诗稾》、《杂画册》、《蔗畦集》等。